# Erich Kleiber

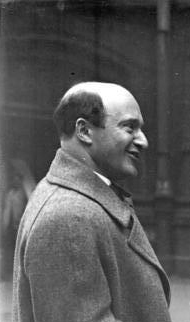
Erich Kleiber.

Erich Kleiber (Viena, 5 de agosto de 1890 – 27 de enero de 1956) fue un director de orquesta austríaco nacionalizado argentino.

## Biografía
Erich Kleiber estudió en Praga y en 1923, después de dirigir una emocionante interpretación de Fidelio de Beethoven en la Ópera Estatal de Berlín, se convirtió en su director musical.
Es conocido por sus interpretaciones del repertorio sinfónico y operístico estándar, tanto como por sus estrenos. Por ejemplo, en 1925, dirigió el estreno de la ópera de Alban Berg Wozzeck. Después, cuando la segunda ópera de Berg fue etiquetada Entartete Musik (música degenerada, como el arte degenerado) por el nazismo y censurada, renunció a su cargo en la Ópera de Berlín como protesta.
En 1926 viajó a Buenos Aires, adonde regresó hasta quedarse en 1937 para convertirse en director musical del Teatro Colón, posición que desempeñó entre 1937 y 1949. Estaba especializado en el repertorio operístico alemán, en especial Wagner. Gracias a su prestigio, atrajo a grandes luminarias al Colón como Emanuel List, Kirsten Flagstad, Set Svanholm, Max Lorenz, Rose Pauly, Anny Konetzni, Marjorie Lawrence, Rose Bampton, Hans Hotter, Astrid Varnay, Viorica Ursuleac, Ludwig Suthaus, Elisabeth Höngen, Anton Dermota, Ludwig Weber y Hilde Konetzni.
Tuvo a su cargo el estreno para el Teatro Colón de Juana de Arco en la Hoguera de Arthur Honegger en 1947 y de La mujer sin sombra de Richard Strauss en 1949.
Algunas de sus interpretaciones de este período están disponibles en CD de diversa calidad, dependiendo de las condiciones originales en que se hicieron las grabaciones. Adquirió la nacionalidad argentina en 1938.
Después de la Segunda Guerra Mundial, se le ofreció su antiguo puesto en la Ópera Estatal de Berlín, que estaba ahora en la zona rusa de la ciudad, pero después de descubrir que no era persona deseable para los comunistas, como sucedió con los nazis, renunció sin haber dirigido un solo concierto. Se convirtió entonces en un director invitado estrella, sin tener ya ningún puesto fijo.
Erich Kleiber tenía un estilo interpretativo marcadamente expresionista que utilizaba ritmos sólidos que dejaban en un segundo plano los temas melódicos y la construcción armónica. Buscaba el equilibrio entre la intensidad romántica y el objetivismo moderno, en consonancia con las formulaciones de los compositores de la segunda escuela de Viena. El resultado era una transparencia orquestal en las que las distintas voces perdían sus respectivos roles jerárquicos, un juego sonoro en que los elementos orquestales se fundían en versiones emotivas de las obras que las acercaran al oyente.

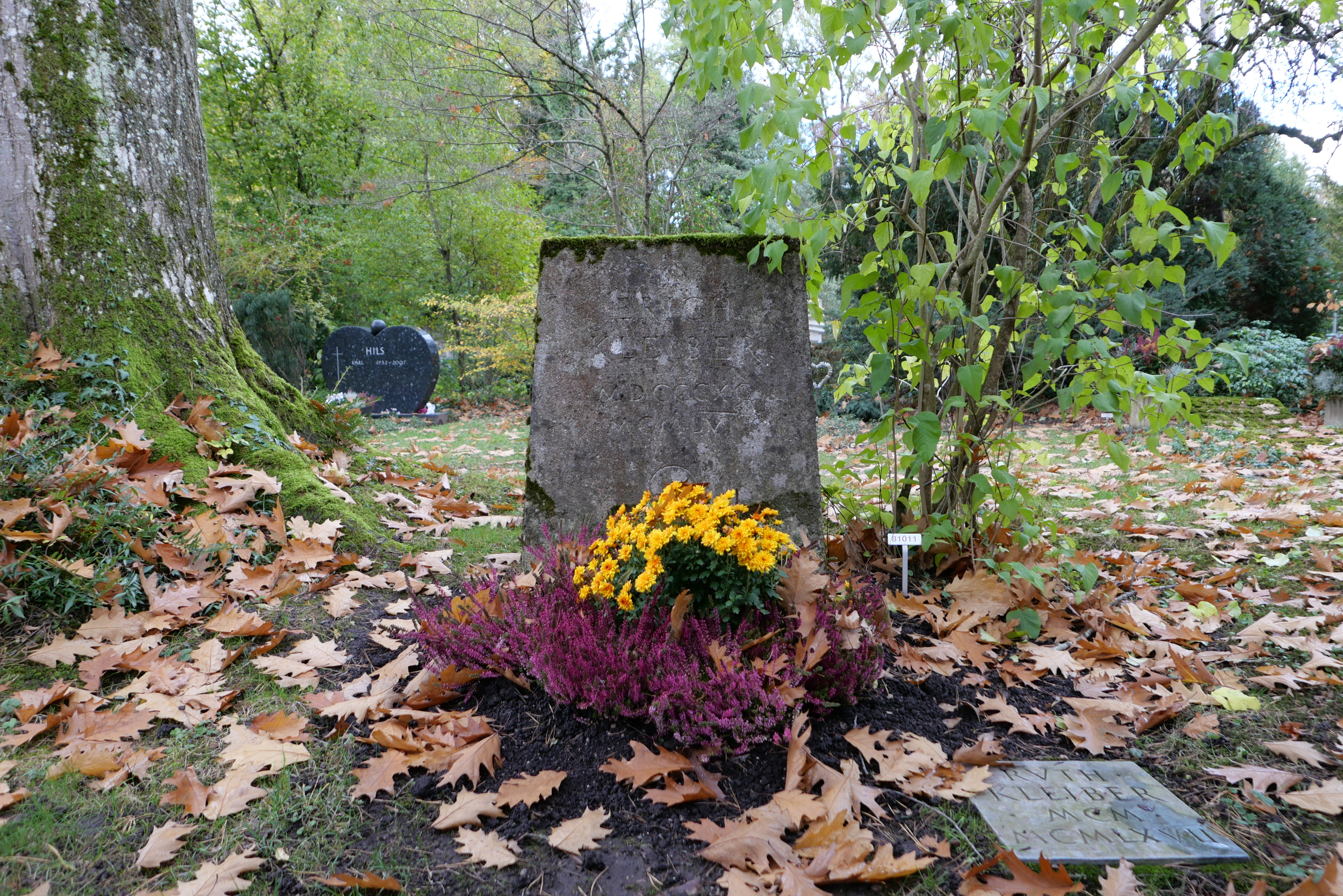
La tumba de Kleiber y su esposa en el cementerio de Hönggerberg en Zúrich.

Casado con la estadounidense-eslovena Ruth Goodrich (1900-1967), a quien conoció en Buenos Aires, Erich Kleiber fue padre del famoso director de orquesta Carlos Kleiber (1930-2004), que estudió química para complacerlo, ya que no quería que Carlos fuese director de orquesta. No puso trabas a la vocación del hijo, pero tampoco le brindó ayudas a la hora de construirse una carrera. En 1990, con motivo del centenario del nacimiento de Erich Kleiber, el escritor e investigador argentino César A. Dillon publicó Erich Kleiber – A Discography, una obra que acerca al oyente a la figura de este gran director.
Murió de un ataque al corazón el día del bicentenario del nacimiento de uno de sus ídolos: Wolfgang Amadeus Mozart.

## Discografía selecta

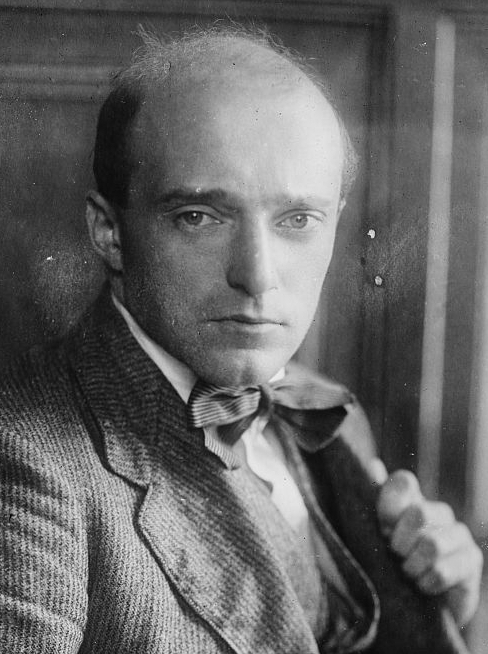

- 1930-34 — Piezas Orquestales. Varias orquestas. Telefunken.
- 1947-48 — Grabaciones en concierto con la Orquesta de la NBC, 4 CD. Music And Arts.
- 1948 — Wagner: Tristán e Isolda. Teatro Colón Orchestra. Myto.
- 1949-55 — Grandes directores, 2 CD. Beethoven: Sinfonía n.º 6. Filarmónica Checa, 1955. Mozart: Sinfonía n.º 40. Filarmónica de Londres, 1949. Franz Schubert: Sinfonía n.º 5. Orquesta de la NDR, 1953. R. Strauss: Till Eulenspiegel. Orquesta de la NDR, 1951 a.o. IMG-EMI.
- 1950-53 — Beethoven: Sinfonías n.º 3, 5, 6, 7. Concertgebouw de Ámsterdam. DECCA.
- 1951 — Verdi: I Vespri siciliani. Maggio Musicale Fiorentino. Urania.
- 1952 — Beethoven: Sinfonía n.º 9. Filarmónica de Viena. DECCA.
- 1953 — Tchaikovski: Sinfonías n.º 4, 6. Paris Conservatorie DECCA.
- 1954 — R. Strauss: El caballero de la rosa. Filarmónica de Viena, 3 CD. DECCA.
- 1955 — Mozart: Las bodas de Fígaro. Filarmónica de Viena, 3 CD. DECCA.
- 1955 — Weber: El cazador furtivo. Köln RSO, 2 CD. Koch.
- 1956 — Beethoven: Fidelio. Köln RSO, 2 CD. Koch.
- 1949-55 — Complete Decca Recordings 1949-1955, 6 CD. DECCA.